# Rolls-Royce Gem
O Rolls-Royce Gem é um motor turboeixo desenvolvido especificamente para o Westland Lynx, helicóptero militar, na década de 1970. O projeto começou na de Havilland (daí o nome começando com "G") e foi aprovado na Bristol Siddeley como o projeto BS.360. Quando a Rolls-Royce adquiriu a Bristol Siddeley em 1966, tornou-se o RS.360 

## Design e desenvolvimento
A configuração de três eixos concêntricos do motor Gem é bastante incomum para motores turboeixo. A configuração básica é um compressor axial de quatro estágios, impulsionado por uma única fase de pressão (pressão intermediária) da turbina, a superalimentando um compressor centrífugo de HP (Alta Pressão), impulsionado por uma turbina, em uma fase da HP. A potência é entregue à carga através de um terceiro eixo, conectado a uma turbina livre de  dois estágios (turbina de força). o conjunto é completado por uma Câmara de combustão anular de fluxo reverso. 
A Gem 42 desenvolve 1000 shp na decolagem nivelada ao nível do mar, mas a Máxima  Contingência (com 690°C de T6) é de 1120 shp. 
Até recentemente, todas as versões do Westland Lynx Gem tem sido equipados com este tipo de motor. No entanto, agora a Rolls-Royce, através de sua subsidiária, a Allison, tem comercializado o motor mais moderno LHTEC T800, desenvolvido em conjunto com a Honeywell. A versão civil, conhecida como o CTS800, deverá equipar as versões mais modernas do Super Lynx, Agora produzido pela Agusta Westland. 

## Aplicações
- Agusta A129 Mangusta
- Westland Lynx

## Motores em exibição
- Midland Air Museum
- The Helicopter Museum (Weston)